# Інтелектуальна проза
Інтелектуальна проза — художній прозовий твір, у якому теми, проблеми та персонажі уособлюють різні сторони авторської думки й розкривають певну соціальну i/або філософську концепцію. Для адекватного розуміння авторської позиції інтелектуальна проза вимагає від читача ґрунтовної інтелектуальної підготовки. Прикладом є роман О. Уайльда «Портрет Доріана Грея». Так, для адекватного розуміння характеру лорда Генрі або Доріана Грея необхідно мати й певні уявлення про естетизм, дендізм та гедонізм оскільки ці персонажі є своєрідною «художньою ілюстрацією» згаданих концепцій.